# Municipio de Pawnee (condado de Bourbon)
El municipio de Pawnee (en inglés: Pawnee Township) es un municipio ubicado en el condado de Bourbon en el estado estadounidense de Kansas. En el año 2010 tenía una población de 307 habitantes y una densidad poblacional de 2,43 personas por km².

## Geografía
El municipio de Pawnee se encuentra ubicado en las coordenadas 37°42′57″N 94°49′37″O / 37.71583, -94.82694. Según la Oficina del Censo de los Estados Unidos, el municipio tiene una superficie total de 126.18 km², de la cual 125,53 km² corresponden a tierra firme y (0,52 %) 0,65 km² es agua.

## Demografía
Según el censo de 2010, había 307 personas residiendo en el municipio de Pawnee. La densidad de población era de 2,43 hab./km². De los 307 habitantes, el municipio de Pawnee estaba compuesto por el 95,77 % blancos, el 0,65 % eran afroamericanos, el 0,33 % eran amerindios, el 1,63 % eran asiáticos, el 0,33 % eran de otras razas y el 1,3 % eran de una mezcla de razas. Del total de la población el 0,98 % eran hispanos o latinos de cualquier raza.